# Міжнародна зона Танжер
Міжнародна зона Танжер — колишня міжнародна зона площею 373 км² з центром у місті Танжер, Марокко, пізніше під французьким та іспанським протекторатом, під спільною адміністрацією Франції, Іспанії та Великої Британії (згодом Португалія, Італія, Бельгія, Нідерланди, Швеція та Сполучені Штати), що існувала з 1924 року до її реінтеграції в незалежне Марокко у 1956 році.
Зоною керували відповідно до Танжерського протоколу, хоча султан Марокко зберігав номінальний суверенітет над зоною та юрисдикцію над місцевим населенням.

## Історія
Щоб вирішити розбіжність між Францією, Іспанією та Британією щодо контролю над Танжером, в 1924 році було створено нейтральну демілітаризовану зону під спільною адміністрацією відповідно до міжнародної конвенції, підписаної в Парижі 18 грудня 1923 року. Хоча були деякі розбіжності, в Парижі 14 травня 1924 р. договір було підписано. Конвенція була змінена в 1928 році. Уряди Італії, Португалії та Бельгії приєдналися до конвенції в 1928 році, а уряд Нідерландів — в 1929 році.
Зона мала власну призначену Міжнародну законодавчу асамблею, яка підлягала нагляду Комітету контролю у складі консулів Бельгії, Франції, Британії, Італії, Нідерландів, Португалії та Іспанії. Виконавча влада покладалася на адміністратора, а судова влада перебувала в змішаному суді з п'яти суддів, призначених відповідно урядами Бельгії, Британії, Іспанії, Франції та Італії.  В результаті створення Змішаного суду різні європейські держави відкликали консульські суди, які раніше здійснювали там свою юрисдикцію.
Іспанські війська окупували Танжер 14 червня 1940 року, того ж дня Париж капітулював перед німцями. Незважаючи на заклики письменника Рафаеля Санчеса Масаса та інших іспанських націоналістів анексувати "Tánger español", франкоїстська держава публічно вважала окупацію тимчасовим заходом воєнного часу. Дипломатична суперечка між Британією та Іспанією щодо скасування останніми міжнародних засад міста у листопаді 1940 р. призвела до підтвердження гарантій прав Великої Британії та іспанських гарантій не укріплювати цю територію. Танжер було приєднано до іспанського протекторату Марокко 23 листопада 1940 року.  У травні 1944 р. Франко вислав усіх німецьких дипломатів із зони.
Територія була відновлена до довоєнного стану 11 жовтня 1945 року. У липні 1952 р. представники країн підписантів Паризького договору зустрілися в Рабаті, щоб обговорити майбутнє Зони, погодившись скасувати її. Танжер приєднався до решти Марокко після відновлення повного суверенітету в 1956 році.